# Thereus (centaur)

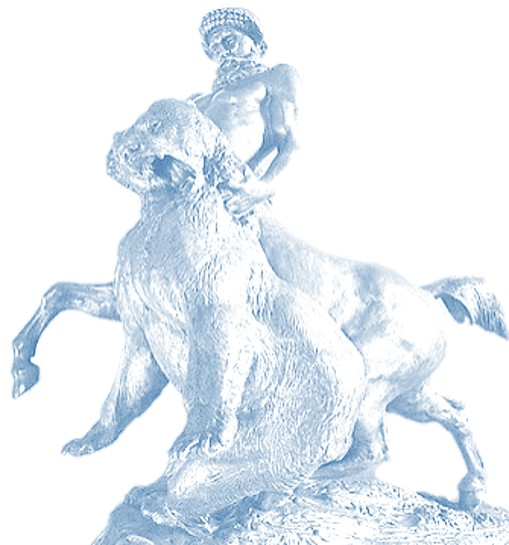
Thereus staat bekend als de centaur die op beren jaagde

Thereus (Grieks: Θηρευς, Latijns: Thereus, wat zich vertaalt als 'beestachtig') is een kentaur, een mythische wezen uit de Griekse mythologie. Hij jaagde op beren en nam ze levend en woest naar huis.
Diodorus van Sicilië schreef dat Thereus een van de bekendste kentauren was die door Herakles gedood zouden zijn, nadat hij en zijn soortgenoten de wijn van Folos probeerden te stelen. Hij wordt echter ook genoemd in Metamorfosen van de Romeinse auteur Ovidius. In dit mythologische epos wordt hij met de kentaur Bienor gedood door Theseus gedurende de strijd tussen de Lapithen en kentauren.

## In moderne cultuur
- Eén van de Centaur-planetoïden is 32532 Thereus, een Saturnuskruisende planetoïde genoemd naar de mythische kentaur.[5]
- Het vlindergeslacht Thereus is eveneens geïnspireerd op de naam van de kentaur.[bron?]
- De Franse beeldhouwer Emmanuel Frémiet (1824-1910) maakte in de 19e eeuw een beeldwerkje van Thereus die met een beer worstelt.[6][7]